# 旅順軍港公園

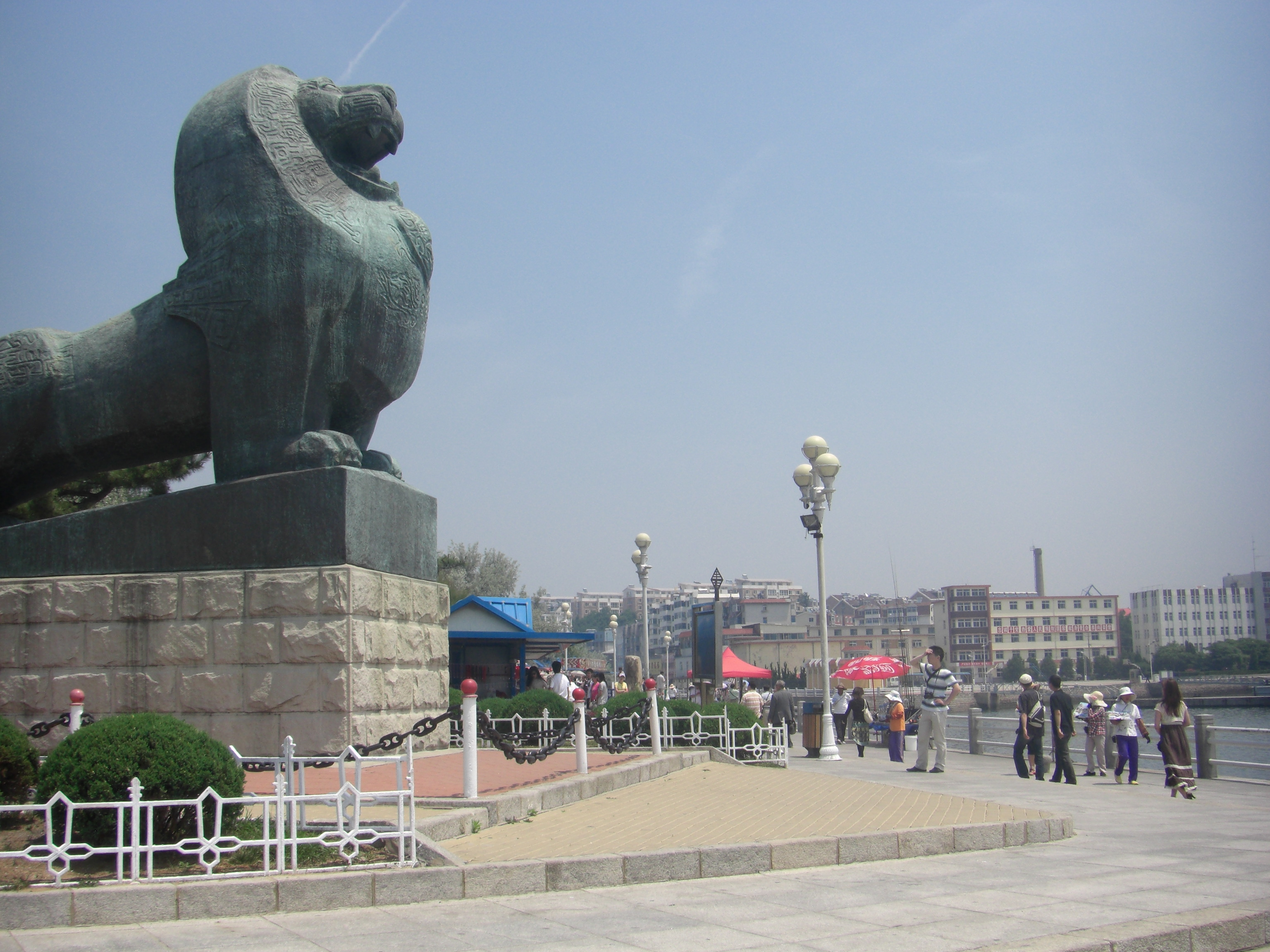
醒獅子像

旅順軍港公園（りょじゅんぐうこうこうえん、簡体字: 旅顺军港公园）は、遼寧省大連市旅順口区にある旅順軍港の北岸に隣接した公園。面積5000平方メートルで、旅順港の入口の「旅順口」または「獅子口」と言われる最狭91mの部分また黄金山も一望に見ることができる。園の西側には「醒獅子」の彫像があり、園の中央には「旅順口」の大きな石碑が建っている。2009年6月に旅順の外国人立入禁止区域が大幅に緩和されたが、依然外国人立入制限となっている。